# Comitas exstructa
Comitas exstructa é uma espécie de gastrópode marinho do gênero Comitas, pertencente a família Pseudomelatomidae.

## Distribuição
Esta espécie ocorre no mar das Ilhas Nicobar, nas profundidades superiores a 800 m.